# Персефона
Персефо́на (др.-греч. Περσεφόνη) — в древнегреческой мифологии богиня плодородия и царства мёртвых, владычица преисподней. Дочь Деметры и Зевса, супруга Аида. У римлян — Прозерпина. Входит в число Олимпийских богов.

## Имя и история
Встречаются также диалектные варианты Персефонея / Ферсефонея / Ферсефона, иногда Феррефатта. Персефона (лат. Persephone) также Ко́ра (др.-греч. Κόρη, лат. Cora — девушка, дева). У римлян — Прозерпина (лат. Proserpina).
Культ богини преисподней существовал в Пилосе ещё в микенскую эпоху. Невозможность объяснить имя Персефоны, исходя из греческого языка, заставляет предполагать, что она является древней местной богиней, культ которой был распространён до вторжения греков на Балканский полуостров. У завоевателей греков свой культ Персефоны сливается с местным культом богини-девы Коры. Кора почиталась как богиня плодородия и, возможно, первоначально отождествлялась с богиней-матерью Деметрой. Дальнейшее развитие греческой религии превращает Персефону-Кору в дочь Деметры, но общность культа этих богинь сохраняется на протяжении всей древнегреческой истории. Миф о похищении Аидом в поэмах Гомера не упоминается, что может объясняться его мистериальным характером.
Как отмечает профессор В. Г. Борухович, она является «олицетворением растительности — посева, скрытого в земле, и всходов, выбивающихся на поверхность (цикл, повторяемый ежегодно)». В произведениях греческих мифографов и в литературе Персефона стала символом бессмертия души.

## Мифология
Дочь Деметры и Зевса, она была вскормлена матерью и нимфами в пещере. Когда она подросла, к ней сватались Арес и Аполлон. По мифу, вместе с ней росли девушки Афина и Артемида (либо ещё Афродита). Цветком Коры называют нарцисс.
Супруга Аида (Плутона), который похитил её и унёс в своё царство (по Гигину, она похищена Плутоном с помощью Зевса). Существовало несколько вариантов места похищения. По наиболее популярному, похищение произошло на лугу у озера Перг рядом с Генной/Энной в Сицилии. В Сиракузах ей посвящён источник Киана, в месте, где разверзлась земля. По другим версиям, либо Плутон спустился под землю в местечке Эринеон близ Элевсина, либо у реки Химарр в Арголиде, либо на краю гипподрома в Олимпии.
Деметра искала дочь по всему миру, предаваясь безутешной скорби, и в это время земля была бесплодна, ничто не всходило на засеянных полях. Узнав о похищении, Деметра обратилась за помощью к Зевсу с требованием вернуть Персефону. Аид отпустил Персефону, но перед освобождением дал ей семь зёрен (либо три зерна, о чём сообщил Гермес) граната (своего атрибутивного плода). Эти зёрна возникли из капель крови старшего Диониса. Персефона, всё это время отказывавшаяся от пищи, проглотила зёрна — и тем самым оказалась обречена на возвращение в царство Аида.
Свидетелем против Персефоны выступил садовник Аскалаф.
Чтобы успокоить Деметру, Зевс решил, что (согласно гомеровскому гимну и Псевдо-Аполлодору) Персефона будет проводить две трети года на Олимпе, треть — в царстве Аида, либо (согласно Овидию и Сервию) полгода (весну и лето) на Олимпе, другие полгода (осень и зиму) же — в царстве Аида.
В некоторых источниках сказано, что Персефона во время нахождения на Олимпе каждое утро поднималась на небо и становилась созвездием Дева, чтобы мать Деметра могла видеть её отовсюду.
По некоторым поэтам, во время свадьбы Плутона и Персефоны Зевс отдал невесте как свадебный дар остров Сицилию, либо Фивы, либо Кизик.
Персефона — владычица подземного царства. Обитает на краю света. Согласно Суде, имела дочь от Аида Макарию (богиню блаженной смерти), а согласно орфикам, родила от него же Евменид. От Зевса (явившегося к ней в виде змея) она родила Сабасия (Загрея).
Похищению Персефоны была посвящена одна из орфических поэм. Общеизвестно с древности, что миф о Персефоне символизирует смену времён года.

## Эпитеты и отождествления
- Деспина.
- Кора. «Дева». Имя Персефоны[28][29].
- Лептинида. Эпитет Персефоны[30].
- Обримо. Эпитет Персефоны[31].
- Праксидика.

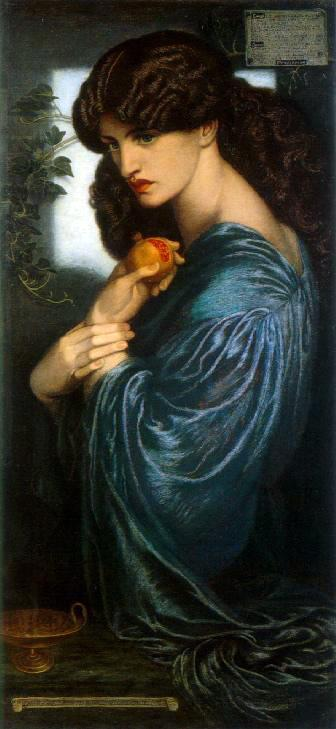
Данте Габриэль Россетти. Прозерпина

По одному сказанию, Афила — дочь Зевса и Реи, прозванная Корой и Персефоной. Зевс преследовал свою мать, ставшую змеёй, сам превратился в змея, связал её гераклейским узлом и вступил в связь с ней (что означает жезл Гермеса), а затем в облике змея овладел и дочерью. Афила имела два глаза на лбу, птичий клюв сзади шеи и рога.
Персефоне соответствует римская Прозерпина. В Риме с ней также отождествлялась Либера.

## Спутницы Персефоны
- Иахе (Яхе). Спутница игр Персефоны[33].
- Каллигенейя. Нимфа, сторожившая Персефону[34].
- Левкиппа. Спутница игр Персефоны[35].
- Фено (Файно). Спутница игр Персефоны[35].

## Образ в позднейшем искусстве

### Изобразительное искусство
- Рубенс, Брейгель Младший, Рембрандт
- 1516: «Похищение Прозерпины Плутоном», гравюра Альбрехта Дюрера
- «Похищение Прозерпины», скульптура Бернини
- «Похищение Прозерпины», картина Никколо дель Аббате
- «Похищение Прозерпины», картина Париса Бордоне
- 1595: «Похищение Прозерпины», картина Йозефа Хайнца
- 1650: «Плутон похищает Прозерпину», скульптура Давида Хешлера
- 1700: «Похищение Прозерпины», скульптура Франсуа Жирардона
- 1891: «Возвращение Персефоны», картина Фредерика Лейтона

### Музыка
- Персефона является ключевым персонажем музыкальных произведений  Кла́удио Монтеве́рди
- 1680: «Прозерпина», музыкальная трагедия Люлли
- 1887: «Прозерпина», из одноимённой оперы  Сен-Санса
- 1934: «Персефона», музыкальная драма Стравинского, либретто Андре Жида
- 1984: «Persephone», песня шотландской альтернативной рок-группы Cocteau Twins
- 1987: «Persephone», песня австралийской дарквейв-группы Dead Can Dance
- 2004: «Dark Venus Persephone», песня шведской симфоник-метал-группы Therion
- 2007: «Persephone», песня голландской прогрессив-рок-группы Kingfisher Sky
- 2009: «Прозерпина», опера-монодрама Вольфганга Рима
- 2014: «Персефона», песня украинской инди-рок группы «Вивьен Морт»
- 2015: «Persephone», песня американской пауэр-метал-группы Virgin Steele
- 2017: «Персефона, вернись», песня российской Neofolk-группы «Треустье»
- 2017: «Persephone», песня новозеландской dream-pop вокалистки Yumi Zouma
- 2018: «Persephone», песня бельгийского певца Tamino
- 2021: «Persephone”, песня Бруклинской группы Daisy the Great
- 2021: "Орфей", рок-опера. Автор Ольга Вайнер, она же исполнила партию Персефоны
- 2022: «Persephone», песня германской постпанк-группы CIERŃ
- В честь богини  названа группа Persephone’s Bees

### Кинематограф
- 1934: «Богиня Весны», мультфильм из серии «Silly Symphonies» студии Уолта Диснея.
- 2002: «Персефона» — часть сериала  «Анимационные сказки мира», режиссёра Сергей Олифиренко.
- 2003: «Матрица» —  Персефона появляется в двух фильмах основной трилогии. Роль исполнила  Моника Беллуччи
- 2010: «Перси Джексон и Похититель молний». Роль Персефоны исполнила Розарио Доусон.
- 2018: «Плата за проезд» (The Fare), ещё одно название в русскоязычном прокате — «Где-то во времени». Роль Персефоны (Пенни) исполнила Бринна Келли.

### Компьютерные игры
- В игре от Supergiant Games - Hades — Персефона является одной из главных героинь игры и настоящей матерью Загрея, из-за которой он, собственно, и пытается вырваться из владений отца.
- В одной из частей детективной серии Ненси Дрю - Нэнси Дрю: лабиринт лжи - Главная героиня Нэнси Дрю приезжает в Грецию, чтобы помочь в организации выставки «Жизнь Древней Греции» и спектакля «Персефона зимой». Но внезапно экспонаты выставки начинают пропадать. Ксения Дукас — режиссёр постановки и исполнительница главной роли, Персефоны.
- В  визуальной новелле, разработанной YSI -  Rage of the Titans  - Богиня весны Персефона появляется как любовница Аиды и мачеха второстепенного персонажа Эдриана.
- В ролевой музыкальной приключенческой игре разработанной  Summerfall Studios - Stray Gods: The Roleplaying Musical -  Персефона является бывшим гангстером, управляющий ночным клубом для идолов.

## В науке
В честь Персефоны названы открытый в 1895 году астероид (399) Персефона и открытая в 2021 году многоножка Eumillipes persephone с самым большим числом ног.